# دروينتو
دروينتو : هي محافظة في مدينة تورينو الحضرية في منطقة بيدمونت الإيطالية، وتقع على بعد حوالي ١٢ كيلو مترًا أي (٧ميل) شمال غرب تورين
تقع دروينتو في منطقة كثيرة التلال بين جبال جيفوليتو وسهل تورينو. تشمل لاماندريا الإقليمي منتزه معالم الجذب، الذي يضم منزلًا سابقًا سكن سافوري لاند.
دروينتو هي مدينة صناعية.
خلال القرن العشرين ، انتقل العديد من المهاجرين من جنوب إيطاليا للعمل في FIAT الشركات المتصلة.